# Lutkowo (Lelkowo)
Pour les articles homonymes, voir Lutkowo.
Lutkowo est un village polonais de la voïvodie de Varmie-Mazurie, dans le powiat de Braniewo.